# L'infinitamente piccolo
L'infinitamente piccolo è un album del cantautore italiano Angelo Branduardi, pubblicato nel 2000.
Nel disco, il musicista lombardo ha messo in musica la storia di san Francesco d'Assisi.
Tutti i testi sono curati da Luisa Zappa e sono basati sulle fonti francescane.

## Tracce
1. Il cantico delle creature - 3:35
2. Il sultano di Babilonia e la prostituta (cantata con Franco Battiato) - 5:25
3. Il lupo di Gubbio - 3:58
4. Audite poverelle (con Nuova Compagnia di Canto Popolare) - 3:06
5. Divina Commedia, Paradiso, Canto XI - 4:42
6. Il trattato dei miracoli - 4:02
7. Nelle paludi di Venezia Francesco si fermò per pregare e tutto tacque (con Madredeus) - 3:49
8. La regola - 3:30
9. La predica della perfetta letizia - 4:33
10. La morte di Francesco (con I Muvrini) - 5:35
11. Salmo (diretta da Ennio Morricone) - 3:14

## Altre versioni
- Stampa francese: disco e confezione identici alla versione italiana, Il cantico è cantata in francese e diventa Le cantique des créatures, il testo è curato da Geneviève Gauthier.
- Stampa tedesca: simile alla stampa italiana, i titoli sono riportati in tedesco qui Il cantico diventa Der Sonnengesang curato da Burkhard Brozat.
- Stampa greca: idem come sopra, al contrario delle altre versioni qui è Il sultano di Babilonia e la prostituta ad essere adattato in greco, Branduardi duetta con Lavrentis Maheritsas. Il testo greco è curato da Lina Nikolakopoulou.
- Stampa fiamminga: in realtà è un cd single de Il sultano di Babilonia e la prostituta presente in versione edit a cui viene accoppiata Zonnenlied: Il cantico in versione fiamminga.

## Tour
Al disco è seguito un lungo tour europeo che continua tuttora sotto varie versioni tra cui La lauda di Francesco: un viaggio in musica che ripercorre la vita del santo di Assisi, che la Chiesa celebra il 4 ottobre, raccontata dallo stesso cantautore con l'ausilio di attori, ballerini e mimi.

## Formazione
- Angelo Branduardi – voce, cori, violino, chitarra, sintetizzatore, flauto di Pan, dulcimer, percussioni
- Carlo Gargioni – tastiera, programmazione, pianoforte, organo Hammond, Fender Rhodes
- Davide Ragazzoni – batteria etnica
- Daniele Bogni – violoncello

## Curiosità
- La musica del brano "Il sultano di Babilonia e la prostituta" è composta da Alessandro Parente.
- La melodia del "Cantico delle Creature", brano di punta del disco, è composta unendo il tema principale dello strumentale "The Rap" (dall'album Songs from a Secret Garden del 1996) del gruppo Secret Garden e il finale del ritornello di "Loch Lomond", brano scozzese.
- Le strofe del brano "Audite poverelle" riprendono un madrigale dal titolo "Damigella tutta bella" del compositore rinascimentale Vincenzo Calestani, il ritornello riprende la melodia del brano "Profumo d'arancio" contenuta nel disco Cercando l'oro dello stesso Branduardi.
- Nell'introduzione del brano "La morte di Francesco" è rintracciabile la stessa introduzione suonata nel brano "La cagna" contenuto nel disco Branduardi '81. Sempre nel brano è presente un riff di chitarra elettrica che riprende quello presente in "Shine On You Crazy Diamond" (parte II) del gruppo Pink Floyd.
- Il brano "Il lupo di Gubbio" riprende la frase melodica della canzone "Il funerale" presente nell'album Alla fiera dell'est di Branduardi. Entrambi i brani si rifanno alla melodia tradizionale Henry Martin, già cantata da Joan Baez.
- Il brano "Il trattato dei miracoli" riprende inizialmente il tema tradizionale irlandese She moved through the fair già proposto nella colonna sonora Secondo Ponzio Pilato. Per tutto lo svolgimento della canzone viene sviluppato il tema di un saltarello rinascimentale attribuito a Vincenzo Galilei.
- Il brano "La regola" riprende un motivo rinascimentale (il Branle gay) di Besard, già proposto da Angelo Branduardi nel brano "Vola" contenuto nell'album Branduardi '81.
- Il brano "La predica della perfetta letizia" riprende nel ritornello un motivo già contenuto nel brano "Il dito e la luna" dall'album omonimo dello stesso Branduardi, a sua volta ripreso dal brano "Wild flowers" di Dolly Parton.
- L'accordatura degli strumenti è stata fatta con il la centrale a 432 Hz e non 440 Hz come consueto.